# エリーザベト・ヘレーネ・フォン・トゥルン・ウント・タクシス
エリーザベト・ヘレーネ・フォン・トゥルン・ウント・タクシス（ドイツ語: Elisabeth Helene von Thurn und Taxis, 1903年12月15日 - 1976年10月22日）は、ドイツの旧諸侯トゥルン・ウント・タクシス家の侯女で、ザクセン王家家長のマイセン辺境伯フリードリヒ・クリスティアンの妻。全名はエリーザベト・ヘレーネ・マリー・ヴァレリー・フランツィスカ・マクシミリアーネ・アントーニエ（Elisabeth Helene Maria Valerie Franziska Maximiliane Antonie）。

## 生涯
トゥルン・ウント・タクシス侯アルベルトとその妻でオーストリア大公ヨーゼフ・カールの娘のマルガレーテ・クレメンティーネの間の第6子、長女として生まれた。1923年6月16日にレーゲンスブルクにおいて、元ザクセン王フリードリヒ・アウグスト3世の次男で家督継承者だったフリードリヒ・クリスティアン王子と結婚した。慈善活動と聖ヨハネ騎士団の福祉事業支援に尽くした。1976年に亡くなり、チロル地方の小村ケーニヒスカペレ（Königskapelle）のザクセン王家の墓所に葬られた。

## 子女
- マリア・エマヌエル（1926年 - 2012年） - ザクセン王家家長
- マリア・ヨーゼファ（1928年 - 2018年）
- アンナ（英語版）（1929年 - 2012年） - 1953年ロベルト・アフィーフと結婚
- アルブレヒト（英語版）（1934年 - 2012年） - ザクセン王家家長
- マティルデ（英語版）（1936年 - 2018年） - 1968年ザクセン＝コーブルク＝ゴータ公子およびコハーリ侯ヨハン・ハインリヒと結婚